# IJzerhut

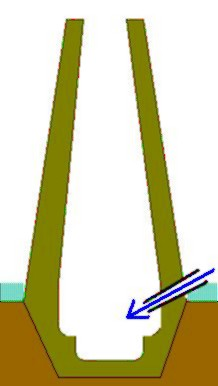
Schema van een hoogoven. De blauwe pijl geeft aan waar de lucht door de blaaspijp toegevoerd wordt.

Een ijzerhut is een houtskoolhoogoven (ook wel hoogen oven genoemd), waarmee ijzeroer gesmolten werd. Het gewassen ijzeroer werd gemengd met ongeveer 10% kalksteen en om en om met houtskool in de oven gestort. De oven in Nederland was 6 tot 7 el hoog en had een 3 tot 4 el breed vierkant oppervlak. De kroes en het gestel bestond uit Bentheimer zandsteen van binnen bekleed met baksteen. De luchtpomp bestond uit twee vierkante houten bakken. De onderkant van de bak stond in een bak met water en de bovenkant had een zich naar binnen opengaande klep. Om de beurt werden de bakken in het water gedompeld en bij het opheffen werd de door de kleppen ingelaten lucht door twee leren buizen naar de blaaspijp gevoerd. De houten bakken waren vermoedelijk 1,5 x 1,5 x 1,5 meter groot. De luchtpomp werd aangedreven door de ijzermolen zijnde een watermolen. Rond 1890 werd gestopt met deze hoogovens en overgestapt naar koepelovens.
In de omgeving van het bedrijf werd een beek opgestuwd om meer verval te krijgen voor de watermolen, de ijzermolen, waarmee luchtpompen werden aangedreven. Vaak was er nog een tweede watermolen voor het aandrijven van de draaierij. In Duitsland waren dergelijke ovens er al eerder. De oudste in Nederland was de Rekhemse ijzermolen bij Gaanderen. Deze werd in 1689 naar Duits voorbeeld  gesticht door Josias Olmius en in 1794 verplaatst naar Laag Keppel aan de Oude IJssel. Andere productieve oerijzergieterijen in Oost-Nederland waren gevestigd te Ulft (aan de Oude Meulenbeek, 1754), Deventer (aan de Schipbeek, 1756) en Terborg (N.V. IJzergieterij en emailleerfabrieken Vulcaansoord, Akkermansbeek, 1821-1890). Die in Deventer was de grootste.
In Duitsland, vlak over de grens, stonden 'ijzerhutten', in Bocholt en Isselburg. Er zijn wel meer ijzermolens geweest, onder meer in Doetinchem en Zwolle, maar die waren niet echt productief en werden snel weer gesloten. In de literatuur is sprake van nog enkele andere ijzergieterijen, maar volgens onderzoeker Dekker waren dat slechts vestigingsplannen.
Wat het delven van ijzeroer betreft kennen hele gebieden in Nederland, tot en met in Noord-Brabant en de Eemvallei, een lokale geschiedenis van boeren die 's winters complete weilanden uitgroeven en hun oer - meest op platbodemvaartuigen - over beken en rivieren naar de ijzergieterijen brachten.

## Oerijzergieterij te Deventer

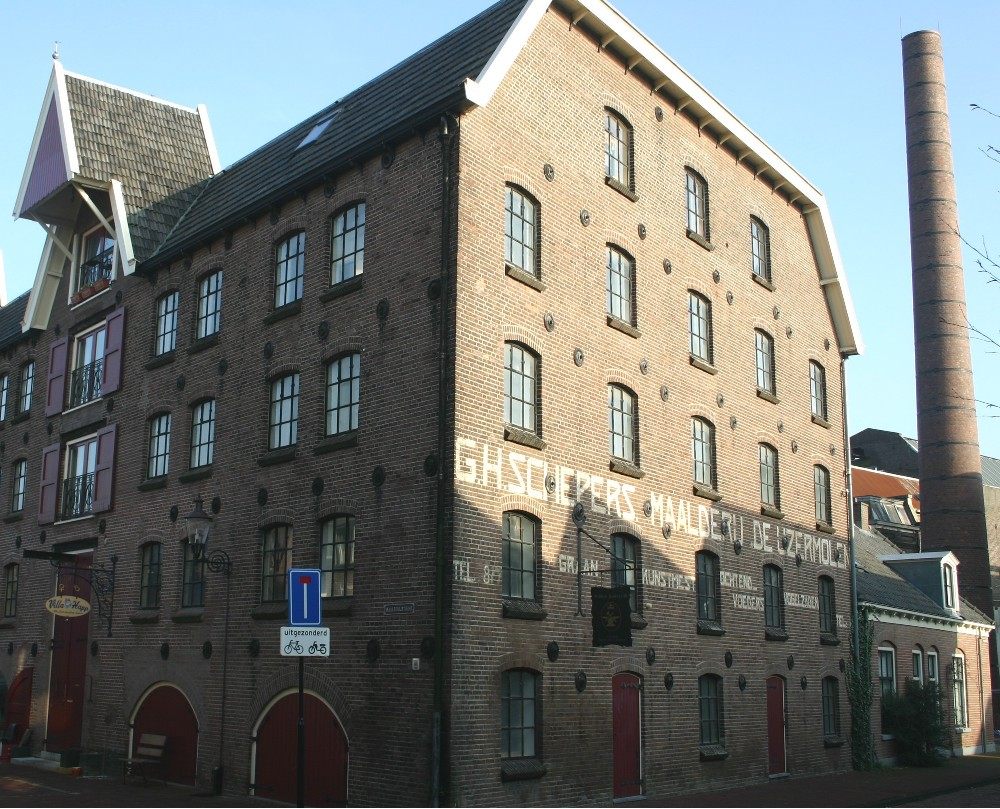
Een gebouw van ijzergieterij Nering Bögel. Na 1932 was er een graanmaalderij gevestigd.

De Deventer ijzerindustrie is gesticht in 1756 door Hendrik Lindeman. Hij mocht pas beginnen met het uitvoeren van zijn plannen nadat hij het gemeentebestuur had toegezegd dat hij de Schipbeek zou kanaliseren. De ijzerhut en de luchtpompen voor de oven werden van energie voorzien door een watermolen, de ijzermolen, of, bij een te kleine water toevoer van de beek, een rosmolen. Al vanaf 1831 werd ook stoomkracht toegepast. In 1800 werd in Deventer tot 500.000 kg/j gietijzer geproduceerd. In 1826 nam de Duitser Nering Bögel de oven over. Door zijn connecties met Duitsland, waar de oven-kennis vandaan kwam, en de stabiele aanvoer van ijzeroer uit de Achterhoekse en Overijsselse gebieden, werd het de grootste oerijzergieterij van Nederland.

## DRU
Op 17 mei 1754 sloten de heren Bögel, Henning, graaf Van den Bergh en zijn raadsheer Roukens een overeenkomst tot het oprichten van een ijzerhut in Ulft. Het zou een van de eerste hoogovens van Nederland worden. Het ging jarenlang niet zo best met deze ijzerhut totdat in 1774 Bernard Joseph Diepenbrock en zijn neven Theodor Johannes en Bernard Johann Reigers ten tonele verschenen. Zij kwamen uit Bocholt waar hun families groot aanzien genoten. Omdat zij al een ijzerhut bezaten in Bocholt hadden zij ervaring met de ijzergiettechniek. Het drietal tekende een pachtcontract en begon te investeren in de hut. Het ging veel beter met het bedrijf en na diverse pachtcontracten werden, in 1831, de families Diepenbrock en Reigers volledig eigenaren van de Ulftse hut. Daarmee was ook de naam DRU geboren (Diepenbrock en Reigers te Ulft).

## N.V. IJzergieterij en emailleerfabrieken Vulcaansoord
Het bedrijf heette oorspronkelijk Van Raesfeld, De Both & Co. Het is ontstaan als ijzermolen op de Akkermansbeek en was het laatste hoogovenbedrijf dat in de Oude IJsselstreek werd opgericht. Oprichters waren twee grondbezitters van adel: de gebroeders J.A.L.F.C. en C.S.W.J. van Nagell, die beiden de titel baron voerden. Daarnaast was onder meer de arts Von Raesfeld één der mede-oprichters. Deze kreeg in 1828 het bedrijf alleen in handen.
Naast de watermolen bezat men een rosmolen als hulpinstallatie in geval er te weinig water voor de aandrijving beschikbaar was. In 1823 werd de Huttebeek gegraven. Dit was een kanaal waarmee water van de Oude IJssel werd toegelaten tot de Akkermansbeek, waardoor deze een groter debiet kreeg. Men startte met 15 arbeiders.
In 1857 kwam het eigendom voor een deel in handen van de heer B.A. Reigers, die ook een deel van de DRU-fabrieken bezat. Deze vertrok weer in 1860.